# Abdelhak Saihi
Abdelhak Saihi est un homme politique algérien. Il est, depuis le 8 septembre 2022, le ministre de la Santé de l'Algérie dans le gouvernement Benabderrahmane.

## Biographie
Avant de devenir ministre, il occupe plusieurs postes dont celui de secrétaire général du ministère de la Santé, de directeur de l’École nationale d’administration (ENA) et de président de l’Observatoire national du service public (ONSP).
En septembre 2022, dans le cadre d'un remaniement ministeriel, il est nommé ministre de la Santé par le président de la République Abdelmadjid Tebboune. Il remplace alors Abderrahmane Benbouzid,.